# Baños del Almirante

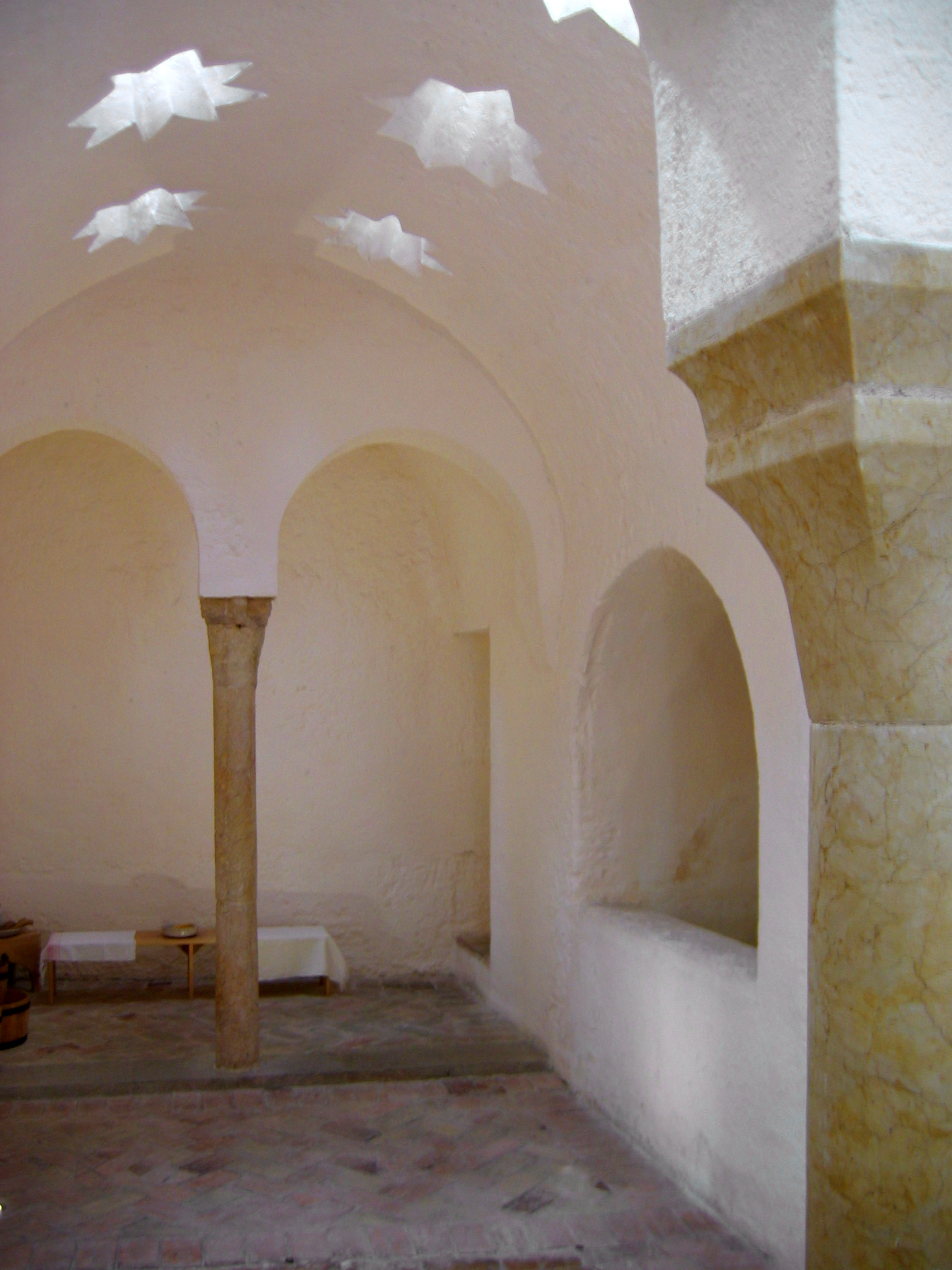
Vista de la sala fría.

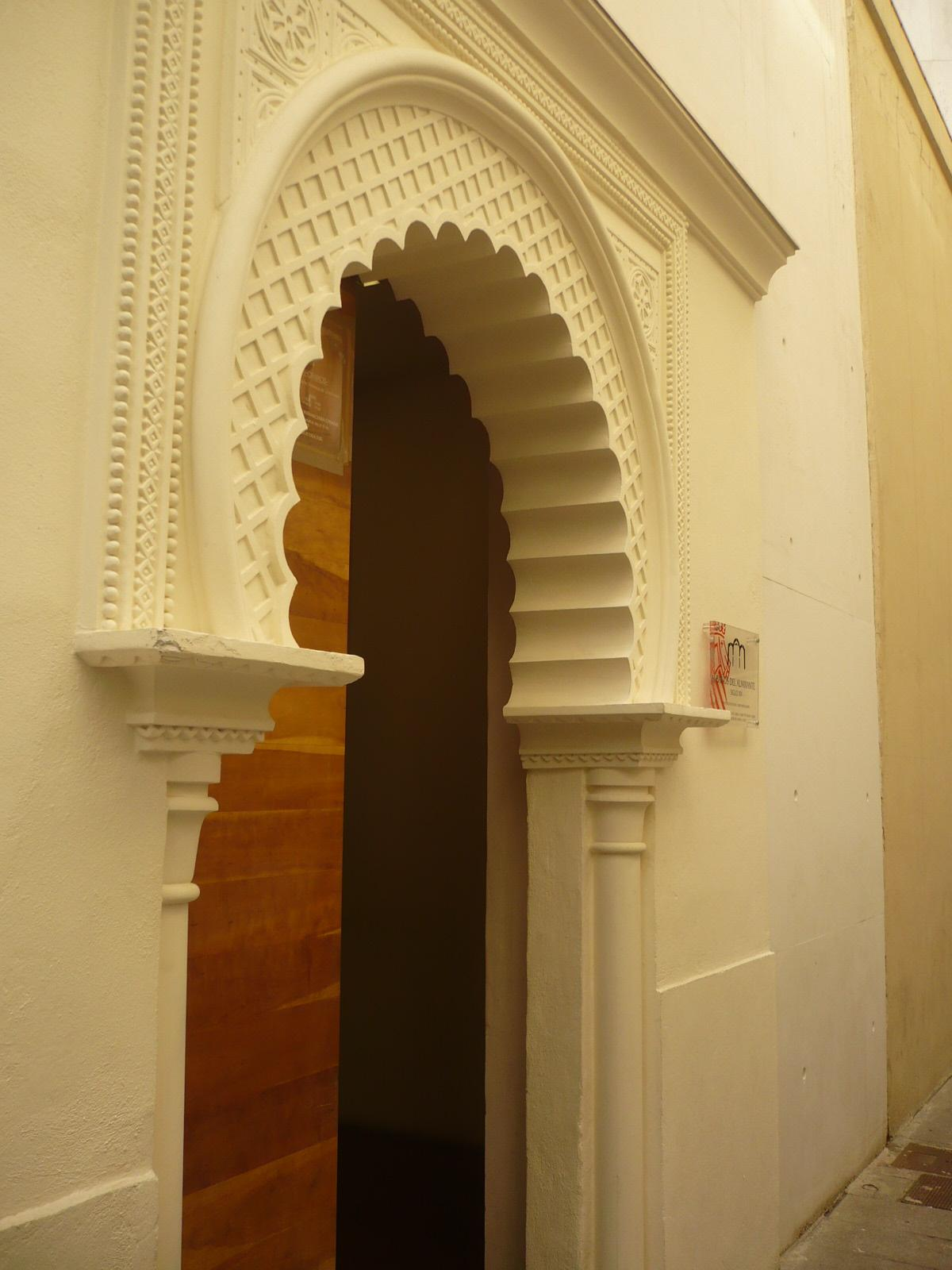
Puerta de acceso al edificio.

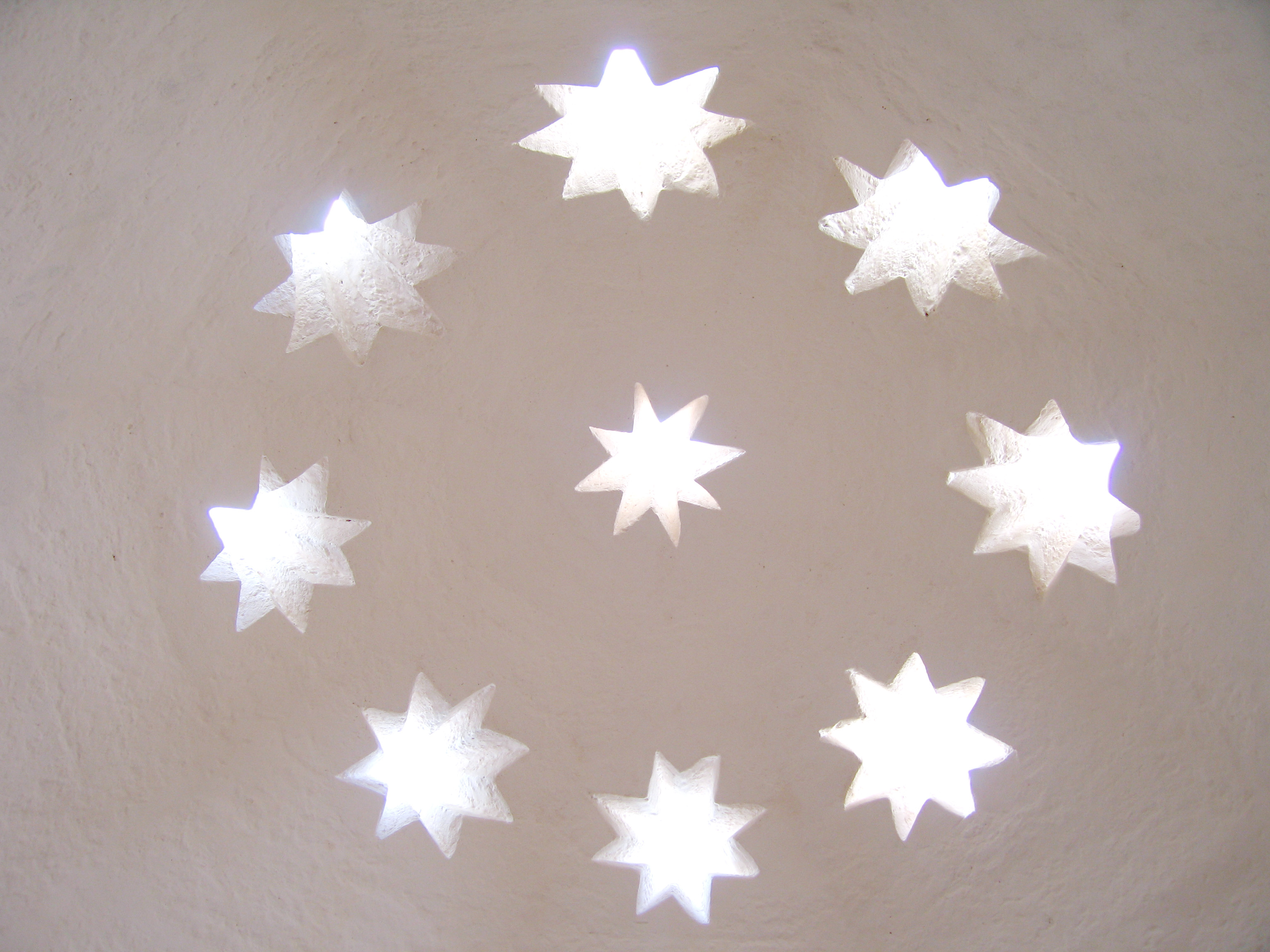
Detalle de los tragaluces de ocho puntas en estrella.

Los baños del Almirante (en valenciano Banys de l'Almirall) es un edificio mudéjar que se sitúa junto al Palacio de los Almirantes de Aragón, en el centro histórico de Valencia. 
Fueron construidos entre 1313 y 1320 por Pere de Vilarasa, caballero y jurista durante el reinado de Jaime II. A pesar de haber sido construidos ya en época cristiana, son unos baños similares a los baños de vapor o hammam típicamente característicos de la arquitectura islámica, por lo que el conjunto debe de enclavarse dentro de la arquitectura mudéjar valenciana. Fueron construidos en el siglo XIV y fueron utilizados hasta el siglo XX. 
El «hamman» era un edificio público, de carácter civil, heredero en concepto funcional y constructivo de las termas romanas, si bien el mundo musulmán reduce sus dimensiones y estandariza el tramo de la planta. Como sus referentes romanos, todo edificio de baños árabes, como es el caso de los Baños del Almirante, posee un vestíbulo de ingreso («al-bayt al-maslai»), una sala fría («al-bayt al-barid»), una sala templada («al-bayt al-wastani») y una sala caliente («al-bayt al saiun»). 
Estos baños constituyen un ejemplo singular de arte mudéjar en la Comunidad Valenciana y no es uno de los pocos baños en España, si no el único, de estilo árabe o mudéjar que se han mantenido activos ininterrumpidamente desde su fundación hasta el siglo XX. Durante el siglo XIX se realizó una restauración, dándole un aspecto neoárabe al conjunto. En 1944 son declarados monumento histórico-artístico. En 1959 los baños cierran definitivamente después de más de seis siglos como baño público. Entre 1961 y 1963 se lleva a cabo un proyecto de restauración destinada a eliminar la transformación neoárabe del siglo XIX. A partir de 1963 en su interior se instala un gimnasio. En 1985 la Generalidad Valenciana adquiere el edificio. En 1993 son declarados Bien de Interés Cultural (BIC) y en 1999 se acomete un proyecto de rehabilitación. Las obras se iniciaran en el año 2001 y será en el año 2005 cuando se reabren para su visita al público.

## Arquitectura
La entrada actual, que no es la original, está constituida por un arco de herradura que da paso al zaguán de planta rectangular, que fue realizado en la reforma del siglo XIX. Tras el zaguán se pasa a un vestíbulo de planta rectangular, cubierto con vigas de madera. En el muro sur de esta sala se abren dos puertas que conducen a la sala fría y a la sala caliente. En el lado oeste de esta sala se abre una puerta que conduce a una sala trapezoidal cubierta por una bóveda de cañón y por techumbre plana.
El edificio consta de tres cámaras con vueltas: la sala fría, la tibia y la caliente. La fabricación de sus muros es muy sólida y muy gruesa para resistir la humedad y mantener el calor, sin más aberturas que las de las pequeñas puertas de comunicación entre las distintas salas y unos pequeños tragaluces estrellados abiertos en las vueltas y tapados con vidrios, originalmente, de colores. Habitualmente a este conjunto, o baño propiamente dicho, se añadía una sala con funciones de vestíbulo o lugar de reposo, además de a los locales de servicio, como la sala de la caldera y el depósito de leña.

### Sala fría
La sala fría es rectangular cubierta con vuelta de cañón, y con diez tragaluces estrellados. Era la primera sala, a la que se accedía desde el vestíbulo, que daba en el calle. Era una estancia de tráfico que disponía de letrinas y de un espacio por levantar los utensilios de baño. También había una fregadero de agua fría para que los bañistas la mezclaran con agua caliente. 

### Sala templada
De la fría se accedía en la sala tibia, donde la gente pasaba la mayor parte del tiempo. Esta sala, la más bella del conjunto, es la dependencia de mayores dimensiones. De planta rectangular está dividida en tres tramos mediante tres arcos que bajan en dos columnas. El espacio central está cubierto por una cúpula octogonal sobre trompas, y en la cúpula se abren tragaluces estrellados. Los espacios laterales son rectangulares y están cubiertos con vuelta de cañón perforadas con tragaluces estrellados.

### Sala caliente
El hammâm o baño de vapor árabe era la forma usual adoptada por los baños públicos en los reinos hispánicos medievales. Así pues, aunque sigue la tradición de los baños de vapor árabes, los del Almirante fueran construidos en época cristiana. Hay que decir que estos son los baños públicos de la ciudad de Valencia que más tiempo han estado abiertos (casi ininterrumpidamente desde el siglo XIV hasta el XX).
Desde la sala tibia se entra a la caliente, que al igual que la fría, es de planta rectangular cubierta con vuelta de cañón y con seis aberturas estrelladas. En la boca de la sala caliente hay una abertura que permite tomar agua en ebullición; el aire caliente producido por el fuego de la caldera se expande, a través de uno hipocausto o cámara de poca altura, bajo el piso de la sala, y después asciende por el interior de los muros que limitan con la sala templada a través de unas chimeneas denominadas calentadores. La sala caliente es la que define el baño de vapor. Como el pavimento estaba muy caliente, la gente vertía cubos de agua continuamente y generaba vapor. Después de pasar unos minutos en esta sala, los bañistas acudían a la sala tibia para darse los masajes y conversar.

## Galería de imágenes

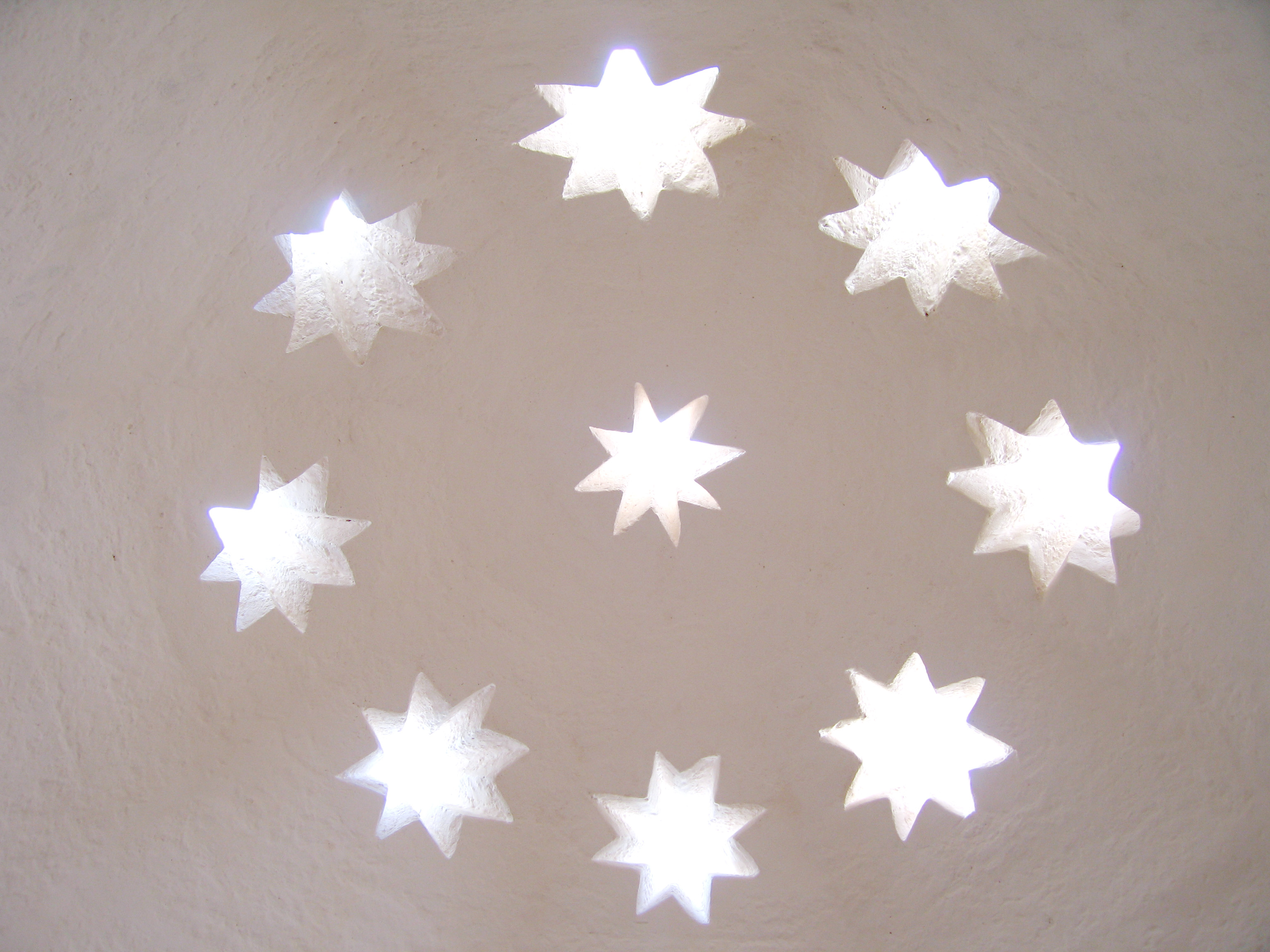
Techo de la sala templada, con una corona de nueve tragaluces en forma de estrella de ocho puntas, alrededor de un noveno tragaluz homólogo.
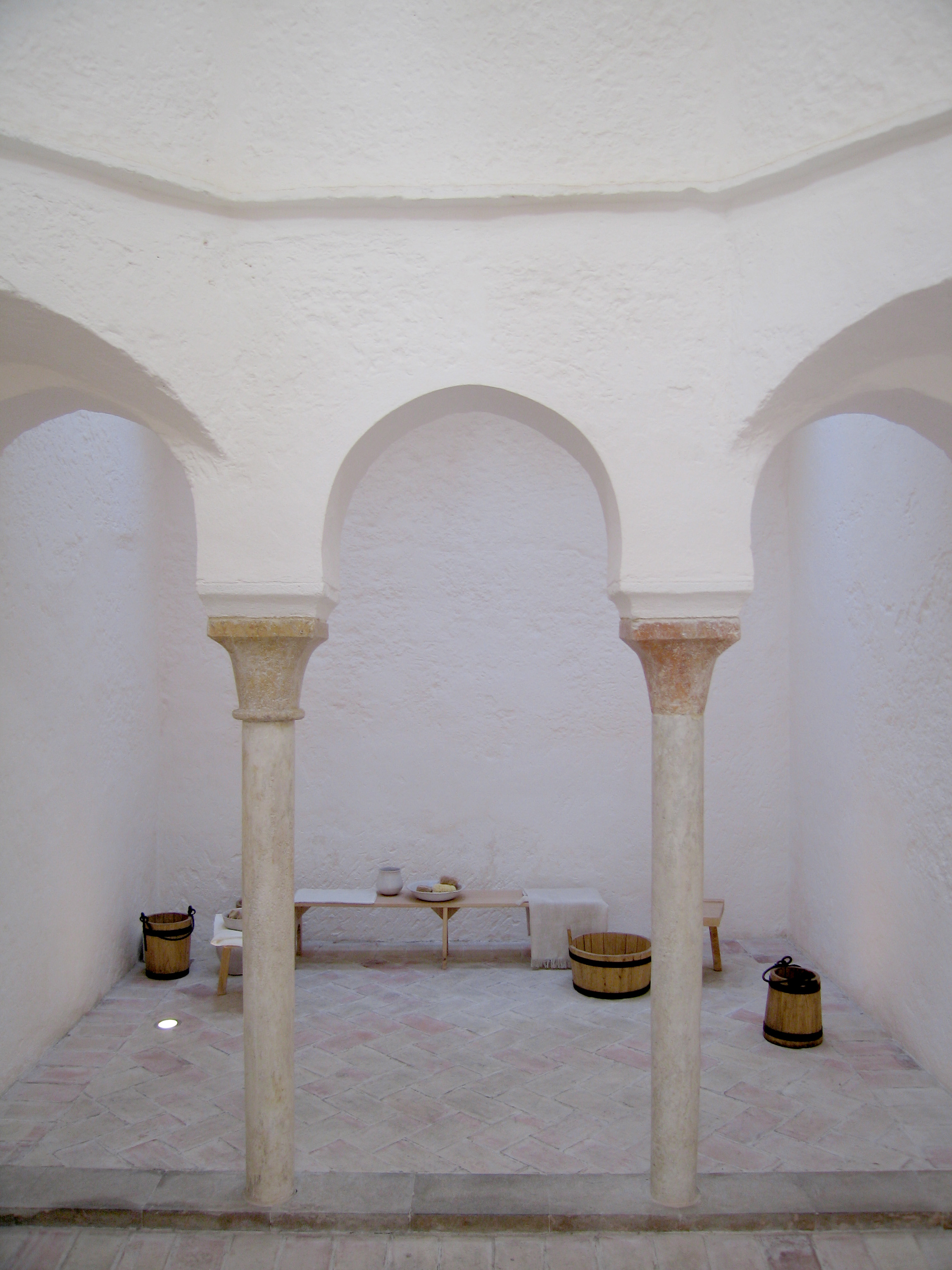
Sala templada. Lado norte, iluminado por el sol a través de los tragaluces de la vuelta
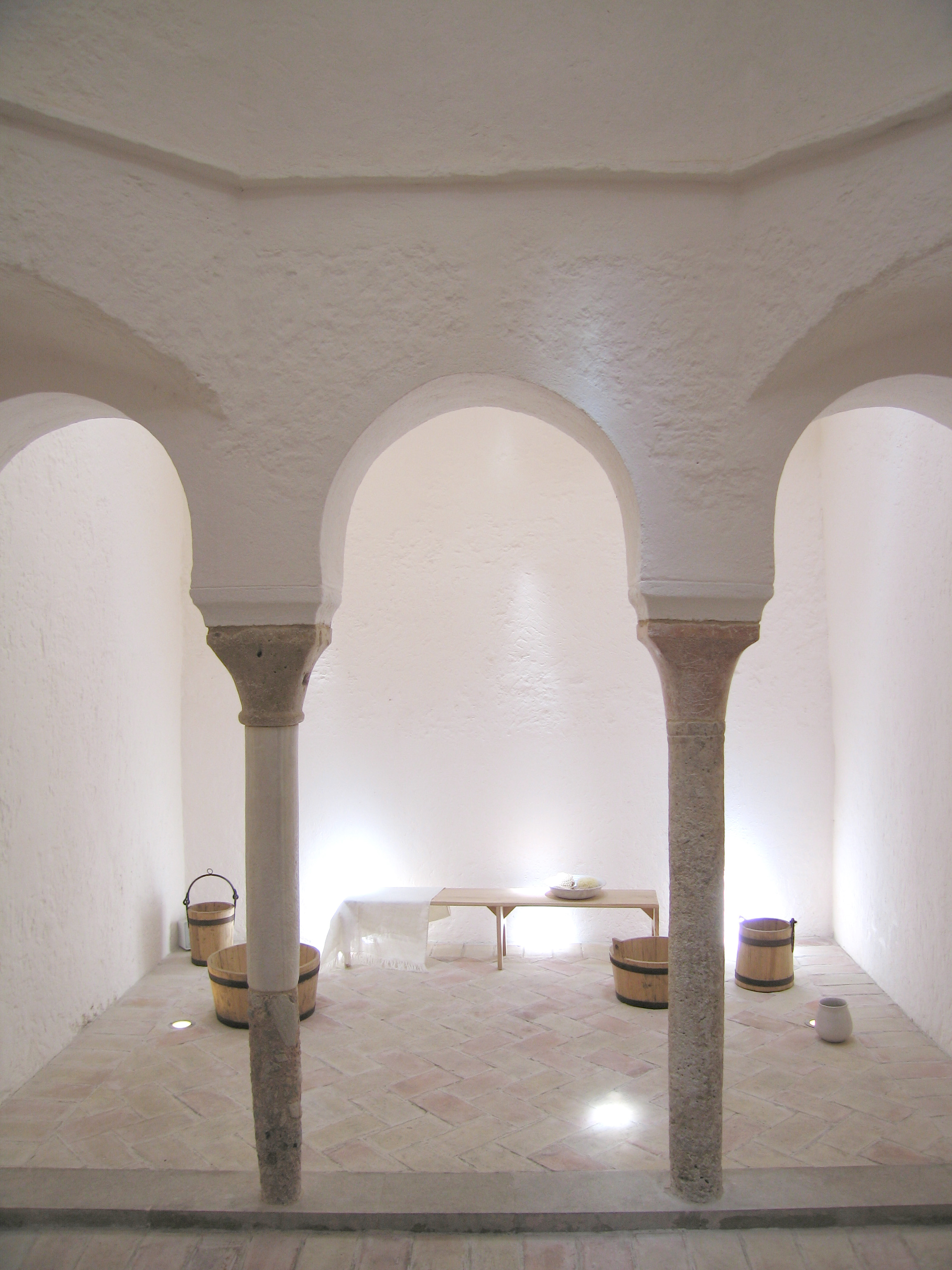
Sala templada. Lado sur. Al fondo se ven utensilios empleados para el baño
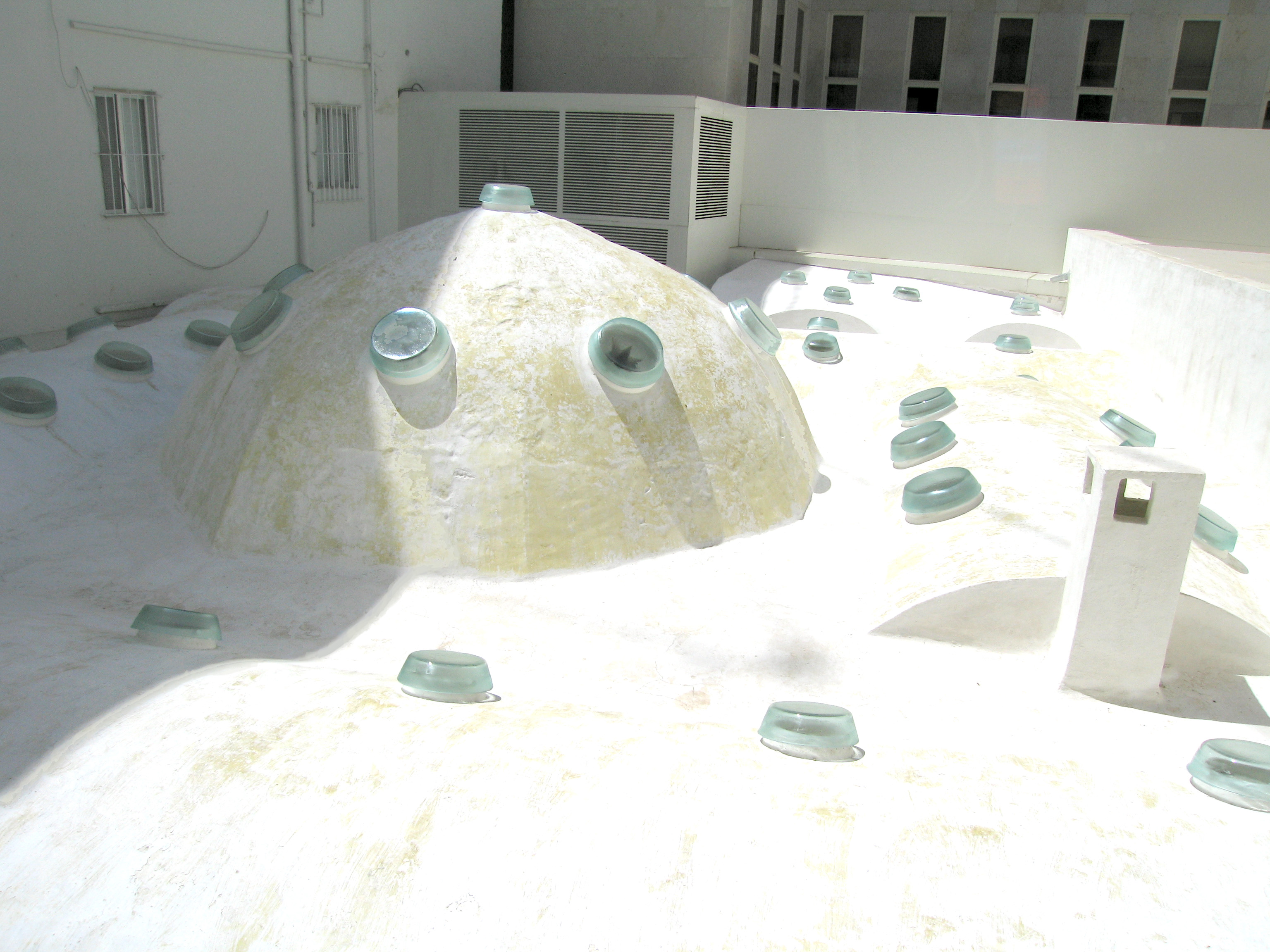
Vuelta vista desde el exterior

## Visitas
La visita a los baños es guiada y tiene una duración de unos 30 minutos, incluyendo la proyección de un audiovisual sobre su historia. La visita es gratuita domingos y festivos, al ser de titularidad pública (Generalidad Valenciana). La capacidad máxima por cada pase o visita guiada es de 15 personas, por lo que conviene ser puntuales a la hora de los pases. Es recomendable reservar con anterioridad para grupos numerosos. Se pueden consultar los horarios de visita en el portal oficial del monumento. 
A lo largo del año 2012 el edificio fue cerrado temporalmente debido al traspaso en su gestión de la Consejería de Hacienda, de la que hasta entonces dependía, a la Consejería de Cultura. El 9 de enero de 2014 los baños vuelven a abrir sus puertas, siendo asumida ahora la gestión por el Consorcio de Museos de la Generalidad Valenciana. En esta nueva etapa esta prevista la realización de diversas exposiciones dentro de sus muros, convirtiéndolos en un espacio cultural.